# Tutti Frutti Frozen Yogurt
A Tutti Frutti Frozen Yogurt é uma cadeia de varejo americana de iogurte congelado self-service. Tutti Frutti tem mais de 300 localidades espalhadas pelo mundo.

## História
Introduzido em 2008 para os consumidores dos Estados Unidos, o Tutti Frutti Frozen Yogurt expandiu-se para muitos outros países, incluindo o Brasil e a Malásia em 2009, os Emirados Árabes Unidos em 2010 e o Reino Unido em 2011.

### Naza Group
As operações da Naza Tutti Frutti incluem a expansão da marca na Malásia, Singapura, Tailândia, Camboja e Brunei. A sua primeira loja principal abriu em outubro de 2009. No final de 2009, tinham planos para mais 4 lojas, "25 pontos de venda até ao final de 2010, [o dobro] até 2012", ou 30 pontos de venda até março de 2011. Em abril de 2012, o número de pontos de venda a retalho da Tutti Frutti atingiu 90 no total, 85 dos quais localizados na Malásia.
Embora nunca tenha feito parte das suas taxas de franquia, têm planos provisórios para implementar as taxas de royalties no ano de 2015.

### TFUK
A Tutti Frutti United Kingdom (TFUK) entra no mercado europeu com a sua primeira loja localizada em Covent Garden, no centro de Londres, em dezembro de 2011. A partir de novembro de 2013, a filial de Covent Garden (Londres) foi encerrada.
A TFUK patrocinou anteriormente Danny Webb no Grande Prêmio de motociclismo de 2012 no Catar e Brad Binder, piloto de MotoGP.
Na edição de fevereiro/março de 2012 da revista Better Business do Reino Unido, foi apresentada como uma franquia com boas perspectivas.

## Localizações
De acordo com o localizador de lojas no site da empresa Tutti Frutti, o Texas, o Luisiana e a Flórida estão atrás da Califórnia em termos de número de lojas Tutti Frutti.
A nível internacional, a Tutti Frutti está presente na Austrália, Bahrein, Brasil, Canadá, Jamaica, Malásia, México, Nigéria e Emirados Árabes Unidos, tendo estado anteriormente na Armênia, Brunei, Camboja, China, Colômbia, Costa Rica, República Dominicana, Índia, Indonésia, Macau, Paquistão, Peru, Filipinas, Rússia, Catar, Singapura, Taiti, Taiwan, Reino Unido e Vietnã.
Devido a uma recepção negativa, a entrada da Tutti Frutti em Hong Kong resultou no encerramento de todas as suas sete lojas em Hong Kong e arredores.